# Vlaški statuti
Svoj Vlaški zakon je donio Hrvatski sabor 1629. godine da bi primirio Vlahe, koji su se bunili i odbijali platiti daće hrvatskoj vlasteli i ucjenjivali ju prelaskom na Osmanlijsku stranu. Po nagovoru krajiškog zapovjedništva i pravoslavne crkve odbili su taj zakon i zahtijevali su potvrdu kraljevskih povlastica iz 1627.
Godine 1630. unatoč odluci Hrvatskog sabora Ferdinand II. je izdao Vlaški zakon (Statuta Valachorum) u kojem Vlasi naseljeni u Križevačkoj, Koprivničkoj i Ivanićkoj kapetaniji zadržavaju svoje povlastice, koje su imali u Osmanskom Carstvu.
Teritorijalizacija prostora koji je zauzimao Varaždinski generalat odnosno Slavonska vojna krajina (granica) tj. nastajanje razgraničenja i zaokruženog teritorija išlo je zajedno s odredbom o važenju Vlaških statuta ("Statuta Valachorum") 1630. koje su doseljeni Vlasi dobili od Ferdinanda. Dotad Varaždinski generalat nije bio razgraničeno područje. Godine 1578. bile su ustanovljene samo utvrde koje su trebale pripasti Varaždinskom generalatu, no druge mjere nisu bile provedene. Vlasi Varaždinskog generalata nekad su bile romanizirane skupine koje su se kasnije postupno slavenizirale i integrirale u Grčku pravoslavnu crkvu. U izvorima se prebjezi bez iznimke zovu Vlasima, a imena Uskoci, Pribezi ili Predavci se koriste rjeđe. Pod vlaškim imenom bio je i dobar dio lokalnog hrvatskog stanovništva, dok je katoličko stanovništvo na Vojnoj granici također prelazilo na pravoslavlje.
Vlaški statuti bili su namijenjeni samo Vlasima u varaždinskom generalatu, u dijelu krajine između Drave i Save, ali su se njima kasnije služili i svi drugi Vlasi. Cilj je Vlaških statuta bio stavljanje Vlaha pod nadzor dvora, uz ostavljanje prividne autonomije, iako je nekadašnja vlaška samouprava zapravo smanjena. Ni ovoga puta Ferdinand nije htio ući u pitanje zemljišnih odnosa, kako ne bi previše ozlojedio hrvatsko plemstvo. Taj će problem biti riješen tek u 18. stoljeću, kada će sva krajiška zemljišta biti jednostavno oduzeta plemstvu i proglašena carskim lenom. No, i bez te pravne osnove Vojna je krajina u vrijeme Ferdinanda III. oduzeta Hrvatskoj i stavljena pod vlast vladara.

## Vanjske poveznice
- Vlaški statuti Hrvatska enciklopedija (LZMK)